# تپه پیربابا
تپه پیر بابا مربوط به سدهٔ ۸ ه.ق است و در شهرستان آبیک، روستای نودوز واقع شده و این اثر در تاریخ ۱۲ بهمن ۱۳۸۱ با شمارهٔ ثبت ۷۲۹۲ به‌عنوان یکی از آثار ملی ایران به ثبت رسیده است.